# Adrian (serie animata)
Adrian è una serie animata italiana ideata e scritta da Adriano Celentano.
È stata curata da Vincenzo Cerami per la sceneggiatura, Milo Manara per il character design e Nicola Piovani per le musiche.
La serie affronta il tema della lotta per la libertà e la "bellezza" in un futuro distopico, toccando argomenti come la violenza sulle donne, l'immigrazione, l'inquinamento e la disuguaglianza sociale.
Adrian, prodotto da Claudia Mori per Clan Celentano, è frutto di una gestazione durata oltre 10 anni: annunciato nel 2009 e inizialmente destinato a Sky, è oggetto di continui rinvii a causa dei contrasti tra il Clan e le varie case di produzione scelte per la realizzazione del cartone, cosa che ha spinto Sky alla rescissione del contratto col Clan nel 2012. Ripreso da Mediaset nel 2015, la sua realizzazione è più volte saltata a causa degli aumenti di budget richiesti ed è stato infine completato e preparato per un approdo su Canale 5 nel gennaio 2019. Le animazioni del cartone sono state curate da migliaia di disegnatori sparsi in tre continenti (Asia, Africa e Europa) e hanno compreso oltre 10 000 scene.
Della serie sono stati realizzati circa 26 episodi della durata di circa 22 minuti l'uno, poi rimontati in 9 puntate della durata di circa 55-70 minuti l'una per complessivi 604 minuti, da trasmettere in nove prime serate. Ogni puntata doveva inoltre essere preceduta da Aspettando Adrian, uno show in diretta dal Teatro Camploy di Verona, con la presenza dello stesso Celentano e di vari comici dello spettacolo italiano. La messa in onda delle prime 4 puntate secondo questo formato è avvenuta tra il 21 gennaio e il 4 febbraio 2019; la serie è stata in seguito sospesa, ufficialmente a causa di un malanno sofferto da Celentano e secondo vari commentatori anche a causa del grave insuccesso di ascolti, ed è ripresa dal 7 novembre al 5 dicembre 2019 con uno show dal vivo modificato.

## Trama
Nel 2068 l'Italia è dominata da un governo fintamente democratico, che controlla la vita dei cittadini con la scusa di salvaguardare il loro benessere: in realtà il potere è detenuto da poche figure corrotte e manipolatrici, a loro volta di fatto sottomesse al volere del mafioso e palazzinaro Dranghestein. Città come Milano e Napoli si sono evolute in metropoli inquinate e sommerse dalla pubblicità, i monumenti storici sono perennemente ricoperti da cartelloni pubblicitari e poche zone resistono all'urbanizzazione impazzita. In uno di questi luoghi, la via Gluck di Milano, è nato e vive Adrian, un orologiaio che vuole impegnarsi assieme alla compagna Gilda per cambiare la realtà che lo circonda.
La serie comincia con la polizia che arresta una famiglia con l'accusa di terrorismo. Adrian, che si trovava a passare lì per caso, viene bloccato dagli agenti: gli fanno alcune domande a cui non risponde. Successivamente, durante l'abituale concerto di Capodanno del divo Johnny Silver, Adrian viene scelto dal cantante per esibirsi sul palco durante un intervallo: lui si presenta unicamente come "l'Orologiaio" ed esegue un brano intitolato I want to know, il quale riscuote un enorme successo fra il pubblico. Alla fine del concerto Adrian riesce a sfuggire agli agenti di polizia Orso e Carbone, si dilegua e nessuno ricorda il suo vero aspetto. I potenti cominciano a cercarlo, timorosi del potenziale sovversivo della sua figura rispetto all'ordine sociale. Infatti, mentre viene imbastita una vera e propria caccia all'uomo con in palio un milione di euro per chi fornisca informazioni utili a catturare l'Orologiaio, nascono embrioni di ribellione popolare sotto il simbolo dell'ignoto cantante e del suo brano.
In seguito Adrian, stufo della situazione, deciderà di fare un patto con i due agenti che lo cercano e di presentarsi in pubblico travestito (ovvero fortemente ingobbito, con una parrucca bianca, occhiali da sole e naso finto) sotto il nome di Darian (soprannominato a volte come "la befana" o "il gobbo"), facendo credere a tutta la città, compresa la sua compagna Gilda, che l'Orologiaio avesse quell'aspetto. Durante la serie Adrian si maschera anche da Volpe, un vigilante mascherato (molto simile allo Zorro della serie televisiva anni '50) che combatte il crimine con uno stile di lotta legato al ballo. Fino alle ultime puntate, entrambe le identità segrete di Adrian resteranno sconosciute a Gilda, che vedrà inizialmente Darian come un possibile impostore.
Dopo aver rifiutato di collaborare con il governo, che tenta di screditare la figura dell'Orologiaio, Darian tenta più volte di suscitare nel popolo italiano una ribellione al governo, alla corruzione e alle speculazioni edilizie perché siano ristabilite la "bellezza" e la serenità che caratterizzavano la vita nel passato. Col tempo, l'Orologiaio raccoglie attorno a sé un nutrito gruppo di seguaci che condividono le sue idee, spesso convertendosi dalle loro precedenti posizioni: fra questi, il giovane hacker Marco, gli agenti Orso e Carbone e lo stesso Johnny Silver.
Il contrasto del governo si rivela inefficace e Dranghestein, sempre più smanioso di liberarsi della "befana" e delle sue scomode denunce, spinge per misure sempre più estreme. L'Orologiaio viene dapprima incarcerato in una prigione di massima sicurezza, dalla quale evade, e poi incolpato di una serie di attentati terroristici in realtà orditi dal governo, coi quali si cerca anche di arginare i tentativi di insubordinazione del Sindaco di Milano, figura favorevole alla rivoluzione di Darian. Alla fine, dopo una riunione sofferta con Dranghestein e altri esponenti del potere, il Capo del Governo si ribella, schierandosi con Darian per impedire un attentato in una scuola elementare. La strage viene sventata all'ultimo momento, ma Johnny Silver muore nell'esplosione e Darian rimane gravemente ferito.
Anche l'Orologiaio viene creduto morto, e durante il funerale, Gilda si espone in prima persona contro Dranghestein e viene catturata da costui assieme alle altre due donne della resistenza. Adrian, del tutto guarito, interviene inizialmente nei panni della Volpe. Dranghestein tuttavia riconosce Adrian e rivela che i due erano cresciuti insieme, frequentando la stessa palestra di arti marziali. Tuttavia, Dranghestein aveva deciso di andarsene per diventare un corrotto ingegnere edile e palazzinaro, mentre Adrian aveva scelto una vita umile e modesta, restando al fianco delle due sorelle Anidride e Carbonica.
Si svolge fra i due uno scontro finale per il dominio dell'Italia, sullo sfondo di improvvisi sconvolgimenti naturali. Adrian trionfa, e dei fulmini trasformano Dranghestein in una statua di pietra. Questo dà il via alla fase finale della rivoluzione in Italia (e a Milano in particolare) e all'abbattimento dei grattacieli e dei simboli del consumo sfrenato.
Decenni dopo, Milano è diventata una città utopistica in cui convivono, senza mescolarsi, un quartiere moderno e una vasta zona di casette e casolari in cui è possibile una vita armoniosa. Un ormai anziano e stanco Marco, rivelatosi il narratore, racconta ai suoi nipoti che tutti i membri del vecchio governo sono stati imprigionati a vita - con l'eccezione del Capo del Governo, liberato dopo un anno di prigione per aver aiutato Adrian. Quando i nipoti chiedono che fine abbia fatto Adrian, Marco afferma che resterà per sempre giovane e veglierà sulla Bellezza.

## Personaggi
- Adrian: è un orologiaio molto astuto e calmo, innamorato di Gilda. Assume le identità segrete di Darian e della Volpe. Da giovane era un valente studente di arti marziali, compagno di Dranghestein e allievo di Anidride e Carbonica: quando Dranghestein si allontanò col cuore pieno di avidità, Adrian scelse una vita semplice onorando e aiutando le sue sensei. Doppiato da Adriano Celentano.
- Gilda: la fidanzata di Adrian, di cui è molto innamorata. È una donna bella, coraggiosa e con un passato misterioso. Doppiata da Emanuela Rossi.
- Anidride e Carbonica: due sorelle anziane che Adrian chiama "ragazze". Carbonica, la signora con la bandana viola, dimentica tutto e Anidride, la signora con la bandana gialla, non sente quasi più niente. Sagge e sbadate, sono il conforto di Adrian nei momenti difficili. Un tempo insegnarono le arti marziali ad Adrian e Dranghestein. Doppiate da Giuliana Nanni e Grazia Migneco.
- Orso e Carbone: i due migliori agenti della polizia. Si fanno rispettare dal popolo a suon di ceffoni, interrogatori e battute spiazzanti. Resi buoni da Adrian, conservano alcuni tratti un po' buffi e spaesati. Doppiati da Pasquale Anselmo e Massimo Lodolo.
- Alto commissario: capo della sicurezza e superiore di Orso e Carbone. Ha un solo obiettivo: neutralizzare i dissidenti. Doppiato da Roberto Pedicini.
- Dranghestein: noto anche come "il Dissanguatore", è un uomo spietato a capo della Mafia International. Pur di soddisfare la sua sete di guadagno, specialmente in campo edilizio, rovina l'ambiente e la società. Un tempo era il miglior allievo di Anidride e Carbonica in un dojo di arti marziali, più abile dello stesso Adrian, ma se ne era allontanato per la sua avidità e cattiveria. Doppiato da Claudio Moneta.
- Johnny Silver: rockstar capricciosa e narcisista. Inizialmente invidioso e ostile all'Orologiaio, dopo averlo conosciuto meglio diventa un suo fido alleato. Doppiato da Ruggero Andreozzi (nei dialoghi) e da Giuliano Sangiorgi (nel canto[17]).
- Armand Letal: presentatore di un popolare talk show. Doppiato da Alessandro Maria D'Errico.
- Capo del Governo: a capo del Consiglio degli Anziani. Teme un solo sguardo, quello di Dranghestein. Inizialmente corrotto e crudele, nel finale si accosta ad Adrian chiedendo perdono per le male azioni del Governo. Doppiato da Marco Balzarotti.
- Marco: quattordicenne genio dei computer e grandissimo fan dell'Orologiaio. Idealista, cocciuto e ribelle. Doppiato da Andrea Oldani.
- Oscar: cronista di punta delle Verità Quotidiane, è l'unico giornalista veramente critico nei confronti del potere. Doppiato da Patrizio Prata.
- Buba: ragazzo africano di fede islamica. Nella seconda puntata della serie ottiene il diritto e il permesso di soggiorno, dopo aver vissuto per anni nelle fogne di Milano. Doppiato da Luca Ghignone.
- Narratore: voce di Augusto Di Bono. Nel finale viene rivelato essere Marco nel futuro, ormai invecchiato e nonno, ultimo testimone delle avventure di Adrian intento a narrarle ai suoi nipotini.

## Produzione

### Sviluppo
Adriano Celentano pensava ad un cartone animato già nel 2005, quando venne annunciato un film d'animazione su di lui in uscita per Natale 2006. Nel progetto avrebbero dovuto essere coinvolti anche Vincenzo Cerami e Paolo Conte, ma alla fine non fu realizzato.
Il progetto di Adrian parte ufficialmente nel 2009 quando il Clan Celentano e Sky stipulano un contratto per la messa in onda della serie nel 2011, per un ciclo di 26 episodi girati con la tecnica del 3-D. Come anticipo, il Clan Celentano incassa 7 milioni di euro dalla Pay TV per metà lavoro, mentre il resto alla fine per un budget totale di 13 milioni di euro. Per la lavorazione del cartone vengono scelti Milo Manara per i disegni, Nicola Piovani per le musiche, e Vincenzo Cerami per la supervisione dei testi: il progetto viene inoltre co-prodotto con la Cometa Film di Enzo D'Alò. Nel 2010 tuttavia il Clan Celentano entra in causa con la Cometa Film, interrompendo la collaborazione con D'Alò: ne consegue una richiesta di proroga di un anno a Sky (dal 2011 al 2012) per la consegna del prodotto, giustificata "per la complessità e innovatività del progetto", e Sky acconsente. Come nuovo produttore viene scelto la Mondo TV, che pianifica di affidare le animazioni allo Studio SEK, ma nel 2011 in un comunicato quest'ultima dichiara di «essere stata costretta, suo malgrado, a dichiarare la risoluzione del contratto per la produzione esecutiva della serie Tv animata stipulato col Clan Celentano». Ne nasce così a febbraio 2012 un'altra causa legale, in cui la Mondo TV che chiede 2 milioni di euro di risarcimento al Clan. Nemmeno la delocalizzazione della produzione in Corea del Sud porta a risultati immediati.
Nel 2012, a seguito di continue lamentele da parte di Sky, il Clan chiede un'ulteriore proroga (dal 2012 al 2014), o in alternativa uno spaccamento della serie con i primi 13 episodi da trasmettere nel 2013 e i successivi 13 all'inizio del 2014, ma la pay TV reagisce cancellando Adrian dai palinsesti e chiedendo la risoluzione del contratto per non aver rispettato gli impegni presi, pur avendo ricevuto gran parte dei soldi pattuiti. A proposito, Sky rivela in una nota: «Anche l’ammirazione per quello che Adriano Celentano ha significato per la cultura popolare del nostro Paese – spiega Sky – non può giustificare oltre tre anni di ritardo, e dunque, Sky ha semplicemente richiesto al Clan Celentano di adempiere ai suoi obblighi». Il Clan replica in seguito: «Dopo anni di duro lavoro alla nostra serie animata ‘Adrian’, Sky Italia ha improvvisamente richiesto la risoluzione del contratto sottoscritto con la nostra società, con il pretesto di non avere ricevuto in consegna la serie nei tempi previsti», minacciando così di intraprendere le vie legali per «il rispetto delle obbligazioni contratte da Sky Italia nei nostri confronti e il risarcimento di tutti i danni, qualora Sky Italia proseguisse su questa linea».
Dopo alcuni anni di stand-by nel 2012 Mediaset, dopo aver organizzato le due serate di Rock Economy, si dimostra interessata a produrre il cartone. Fu così che nell'estate 2015, dopo due anni di rumor e traversie legali, Pier Silvio Berlusconi annuncia l'arrivo di Adrian su Canale 5 nella primavera 2016. La notizia del nuovo album di inediti di Celentano con Mina fa tuttavia slittare la messa in onda del progetto, che viene rinviato al febbraio 2017 per 13 prime serate: anche quell'anno però la messa in onda salta.
Intanto, nel maggio 2017 la causa tra il Clan Celentano e la Mondo TV arriva al termine: il Tribunale di Milano rigetta la prima domanda risarcitoria di 2 milioni di euro di Mondo TV, e accoglie solo parzialmente la richiesta del Clan Celentano, condannando così la Mondo TV a pagare 750 000 euro oltre interessi alla controparte.
Solo dopo altri due anni di indiscrezioni e continui rinvii, nel luglio 2018 viene definitivamente annunciata la messa in onda di Adrian nel gennaio 2019 su Canale 5, con i promo in onda già dallo stesso mese.

### Cast artistico
La serie è ideata, scritta e diretta da Adriano Celentano, che si è occupato anche della regia dello show che precede il cartone e del montaggio delle scene.
Adrian si è inoltre avvalso di numerose collaborazioni illustri: Milo Manara ha realizzato il character design, Nicola Piovani si è occupato delle musiche e della colonna sonora coadiuvato da Celentano; alla sceneggiatura hanno collaborato alcuni allievi della scuola Holden di Alessandro Baricco, mentre la supervisione ai testi è stata affidata a Vincenzo Cerami, scomparso nel 2013, rendendo quindi il suo primo lavoro postumo a sei anni dalla morte.

### Budget
Secondo la stampa italiana, per la realizzazione del cartone Mediaset e il Clan Celentano avrebbero speso una cifra che va dai 20 ai 28 milioni di euro.

## Adrian Live - Questa è la storia...
La serie è preceduta, dalla prima alla quarta puntata, da un breve show, Aspettando Adrian, realizzato in diretta al Teatro Camploy di Verona, con protagonisti Nino Frassica, Francesco Scali, Natalino Balasso e Giovanni Storti; è presente anche lo stesso Adriano Celentano, seppur solo in voce e in rapide apparizioni. Dalla quinta all'ultima puntata, in onda dal 7 novembre al 5 dicembre 2019, questo show, nel frattempo rinominato Adrian Live - Questa è la storia... e riscritto sotto vari aspetti, è condotto in prima persona da Celentano con vari ospiti.

## Colonna sonora
Il 25 gennaio 2019 viene pubblicata, su CD e vinile, la colonna sonora della serie per un totale di 23 tracce: essa contiene brani storici di Celentano e musiche originali di Nicola Piovani.

## Trasmissione
Dopo la quarta puntata, andata in onda lunedì 4 febbraio 2019, le successive due avrebbero dovuto essere trasmesse al martedì (il 12 e il 19 febbraio), seguite poi dalla settima programmata per lunedì 25 febbraio e dalle ultime due il 4 e 5 marzo.
Il 6 febbraio Mediaset ed il Clan Celentano hanno comunicato che sia lo spettacolo Aspettando Adrian sia la serie vera e propria saranno interrotte per almeno due settimane a causa di "un malanno di stagione" di Adriano Celentano. Tuttavia, al termine delle due settimane, lo show non è tornato in onda ed è stato rinviato all'autunno, formalmente per "esigenze di salute" del cantante, ma secondo vari commentatori anche a causa di un grave insuccesso di ascolti. Viene annunciato che, al suo ritorno, il cartone animato sarà accompagnato da un vero e proprio show di Celentano, più strutturato rispetto all'originale Aspettando Adrian, nel tentativo di risollevarne gli ascolti.
Alla presentazione dei palinsesti Mediaset per la stagione 2019-2020, l'amministratore delegato Pier Silvio Berlusconi ha confermato la programmazione degli episodi rimanenti di Adrian in autunno, all'interno di uno show dal vivo modificato che prevederà una maggiore presenza di Celentano, per cui si annuncia inizialmente il titolo Adriano. Infine la trasmissione è andata in onda ogni giovedì dal 7 novembre 2019 sempre su Canale 5, con il titolo dello show modificato in Adrian Live - Questa è la storia..., e si è conclusa il 5 dicembre 2019.

## Accoglienza
La prima puntata di Aspettando Adrian registrò quasi 6 milioni di spettatori e il 21,9% di share, mentre il cartone vero e proprio segnò un ascolto di circa 4,5 milioni di spettatori, con uno share del 19,1% destinato tuttavia a calare drasticamente nelle puntate successive. Il cartone è stato oggetto di varie critiche, in particolare legate allo scarso ritmo dello show: Giorgio Simonelli su Il Fatto Quotidiano ha scritto a tal proposito: «Un racconto fantascientifico con la solita lotta tra il bene/bello e il potere brutto, sporco e cattivo. Nonostante un erotismo esplicito ben disegnato, armoniose corse in bicicletta, echi di Metropolis e Blade Runner, di tutto quello che succedeva francamente me ne sono infischiato, tanto per citare lui che cita un altro», mentre su la Repubblica Alessandra Vitali ha commentato: «Molto rumore per nulla, viene da dire dopo Aspettando Adrian, magari poi il pubblico si gode il cartone (Adrian) che il suo senso ce l'avrà pure, fosse solo per quelle firme che compaiono nei titoli di testa, da Manara a Piovani a Cerami, mentre scorrono i ritratti di un giovane Celentano tutto pettorali e massa magra e di una giovane Claudia Mori con invidiabili glutei al vento».
Una stroncatura è arrivata anche da Aldo Grasso, che sulle pagine del Corriere della Sera ha scritto: «Celentano è troppo avvoltolato su se stesso per immaginare un futuro. Anche se in Adrian ci troviamo nel 2068, anche se un Potere corrotto governa con l'inganno e l'omologazione, anche se l'architettura è quella classica di ogni rappresentazione distopica, il racconto è circolare come un orologio, autoreferenziale: l'orologiaio che salva il mondo. Quanto al prologo live, prima di salvare il mondo, bisognerebbe almeno salvare le apparenze». Lo stesso Milo Manara, in un intervento sul suo profilo Facebook, ha voluto prendere in parte le distanze dal cartone, specificando che: «Come sanno tutti quelli che si occupano di cinema di animazione, questi disegni avrebbero dovuto essere utilizzati come riferimento per la realizzazione delle animazioni vere e proprie. Mi rendo conto che il fatto che alcuni disegni dei miei storyboard siano stati inseriti anche nell'animazione finale, nonostante non fossero stati realizzati per questo scopo, abbia creato ulteriore confusione. La decisione di utilizzarli non è stata mia e a suo tempo non ho potuto che far presente la mia forte perplessità in merito».
Dopo le prime puntate, le critiche si sono fatte sempre più aspre: Maurizio Costanzo ha attaccato fortemente l'idea di Celentano affermando: «Quando si decide di costruire un programma su un proprio lavoro, bisogna essere umili e non presuntuosi e costruirlo in maniera corretta televisivamente, come ha fatto Al Bano e come non ha fatto Celentano». Sulle pagine di Oggi, Don Backy ha dichiarato: «È da 50 anni che ho aspettato questo momento. Ero sicuro che non trovasse spazio tra il pubblico. Ricalca alla perfezione il film Joan Lui, degli anni ’80. Anche quello fu un insuccesso».
Dopo il ritorno in onda del programma a novembre 2019, le critiche sono proseguite nonostante gli sforzi di Mediaset per risollevarne gli ascolti. Dalle pagine di HuffPost Italia Luigi Crespi sostiene che «l’ansia di rinnovamento stavolta però lo ha fatto cadere in fallo [Adriano]. Voler cambiare a tutti i costi gli ha fatto perdere la sua identità, la sua riconoscibilità, la sua unicità. Si è inflazionato, spero per un errore e non per scelta, con un prodotto tanto strombazzato quanto bocciato ripetutamente dal pubblico. Nonostante abbia coinvolto i pesi massimi della TV di oggi, nonostante abbia ridotto il ruolo dei fumetti e provveduto ad altre modifiche del format originario che è stato un vero flop».
Accanto alle reazioni negative del pubblico generalista e della critica specializzata, la serie ha suscitato anche una certa ilarità tra molti spettatori appartenenti alla generazione millennial, che ne hanno evidenziato la comicità involontaria e hanno diffuso tramite i social network numerosi meme a tema: ciò ha diffuso attorno ad Adrian la fama di un cult del trash. Tale reazione è dovuta anche alla visione del mondo suggerita da Celentano nell'opera, e soprattutto al fatto che le opinioni espresse paiono il frutto non di una consapevole volontà di prevaricazione, bensì dell'età avanzata e di una certa ignoranza dei fenomeni sociali e politici di cui la serie si occupa (fu proprio Celentano a definirsi "il re degli ignoranti"). In particolare, la serie esprime un punto di vista generalmente conservatore, implicitamente sessista e razzista, fortemente critico verso gli organismi geneticamente modificati e l'edilizia contemporanea e privo di una vera comprensione dell'innovazione tecnologica.

## Controversie
Durante la sua programmazione la serie è stata oggetto di numerose controversie riguardanti i temi e la produzione:
- La serie è stata molto criticata per via delle numerose scene erotiche presenti nella prima puntata del cartone e trasmesse in prima serata in piena fascia protetta.[45] La frequenza di queste scene è poi diminuita nelle puntate successive.
- Sono piovute numerose critiche inoltre per la scelta di includere nella rappresentazione della Napoli del 2068 un enorme grattacielo identificato come sede di una azienda di nome "Mafia International", capitanata dallo spietato "Dranghestein" (unione tra 'ndrangheta e Frankestein).[46][47] Ciò è stato visto da molti come una associazione stereotipata della città partenopea a luoghi comuni, che riduce Napoli unicamente ad una "capitale della criminalità organizzata".[46][48] Per questo paragone nei confronti della città, l'associazione Noi Consumatori ha annunciato una querela nei confronti dell'emittente televisiva e di Celentano.[49][50]
- La prima puntata è terminata circa un'ora prima dell'orario inizialmente programmato, costringendo Mediaset a un veloce cambio di programmazione.[51]
- Alcune generali accuse di incoerenza si sono concentrate sul possibile coinvolgimento dello Studio SEK nella produzione di una serie dal marcato carattere libertario:[52][53] seppure lo studio non venga accreditato nei titoli di coda, è stato notato che una delle società di produzione segnalate (la China Beijing New Century Wit Technologies) abbia dei collegamenti con la Corea del Nord.[54]
- Diverse testate hanno riportato le reazioni indignate del pubblico che ha accusato il cartone di aver messo in scena una colpevolizzazione della vittima quando nella seconda puntata, Adrian, travestito da Volpe, redarguisce due ragazze dopo averle salvate da una aggressione con la frase: «Se aveste bevuto qualche bicchierino in meno, forse avreste evitato l'increscioso approccio con dei tipi così poco raccomandabili».[55][56] Il 18 febbraio 2019 Michelle Hunziker, in un'intervista su Leggo, ha spiegato di aver abbandonato lo show a causa della grave disorganizzazione della lavorazione, nonostante stimi molto Celentano, e si è unita alle critiche per la colpevolizzazione delle vittime di violenza del secondo episodio.[57][58]

## Ascolti
| Episodio | Messa in onda    | Telespettatori | Share  |
| -------- | ---------------- | -------------- | ------ |
| 1        | 21 gennaio 2019  | 4 544 000      | 19,07% |
| 2        | 22 gennaio 2019  | 2 887 000      | 13,26% |
| 3        | 28 gennaio 2019  | 2 038 000      | 10,55% |
| 4        | 4 febbraio 2019  | 1 527 000      | 7,66%  |
| 5        | 7 novembre 2019  | 1 859 000      | 10,44% |
| 6        | 14 novembre 2019 | 1 527 000      | 8,70%  |
| 7        | 21 novembre 2019 | 1 485 000      | 9,60%  |
| 8        | 28 novembre 2019 | 1 263 000      | 8,35%  |
| 9        | 5 dicembre 2019  | 1 517 000      | 8,90%  |
| Media    | Media            | 2 072 000      | 10,73% |